# Sinead Diver
Sinead Diver, född 17 februari 1977, är en australisk friidrottare. Hon deltog vid olympiska sommarspelen 2020.